# Parc i Reserva Nacional de Katmai
El Parc i Reserva Nacional de Katmai (Katmai National Park and Preserve) és un parc i una reserva nacional dels Estats Units situats a Alaska, coneguts com la Vall de les deu mil fumaroles i apreciats pels seus ossos bruns. Aquesta zona protegida té una extensió de 19.122 km². La majoria són zones salvatges, incloent-hi els 13.696 km² del parc i de la reserva.

## Història
La zona al voltant de la gran erupció volcànica del Novarupta el 1912—que va formar la vall de les deu mil fumeroles, un flux piroclàstic d'uns 100 km²— fou protegida per primera vegada el 24 de setembre de 1918 mitjançant la seva designació com a monument nacional per proclamació del president Woodrow Wilson en virtut de la Llei d'Antiguitats (Antiquities Act) de 1906 (amb una superfície de 4.403 km²). Aquella declaració va estar molt influïda per l'expedició de la National Geographic Society que va encapçalar Robert Fiske Griggs el 1917.
El monument nacional fou ampliat tres vegades per proclamació presidencial: el 8 d'abril de 1942 per Theodore Roosevelt; el 20 de gener de 1969 per Lyndon B. Johnson (382,6 km²); i, finalment, l'1 de desembre de 1978 per Jimmy Carter (5.544,1 km²).
Finalment, el Congrés va establir la zona com parc nacional el 2 de desembre de 1980.

## Característiques

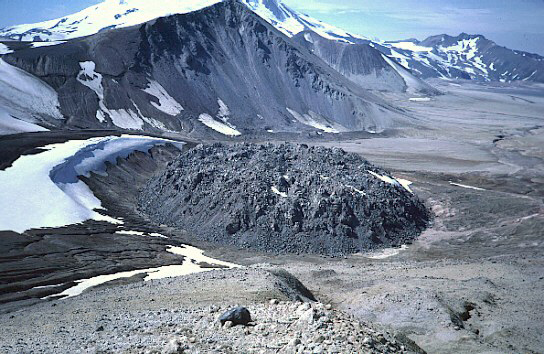
Cúpula de lava Novarupta.

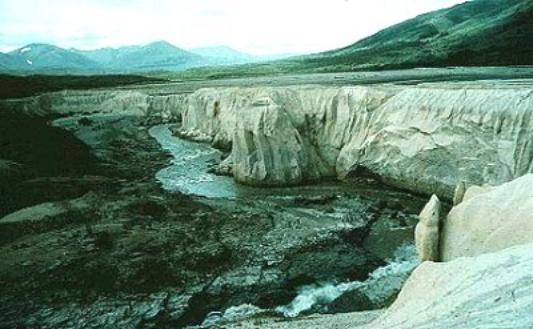
Dipòsits de flux piroclàstic a la Vall de les deu mil fumaroles.

El parc està ubicat a la península d'Alaska, que inclou l'Illa Kodiak; l'oficina d'administració del parc es troba a prop de King Salmon, a unes 290 milles per aire d'Anchorage.
Hi ha almenys catorze volcans actius en aquest parc nacional. Katmai és també conegut pels seus ossos bruns i pels salmons que els atrauen. A Katmai hi viu la més gran població protegida d'ossos bruns, estimada en 2.000 animals. És freqüent que els ossos es reuneixin a les cascades Brooks, on hi ha una plataforma d'observació. Moltes fotografies conegudes d'ossos grisos van ser fetes a les Cascades Brooks.
Entre les principals activitats del parc hi ha el senderisme, l'acampada, la pesca, el rem i l'esquí.
En el parc té un gran nombre de restes arqueològiques, vestigis dels habitants del lloc en temps prehistòrics de les tradicions paleoàrtiques i de Thule.
En aquest lloc, el 5 d'octubre de 2003, hi va tenir lloc una tragèdia quan un os va matar i va devorar el naturalista Timothy Treadwell i la seva parella Amie Huguenard.